# 胡耐秋
胡耐秋（1907年—2003年4月7日），女，江苏丹阳人，中华人民共和国政治人物，原全国妇联宣教部副部长，《新中国妇女》杂志社副社长。1954年，当选第一届全国人民代表大会代表。